# Cissus colombiensis
Cissus colombiensis är en vinväxtart som beskrevs av J. A. Lombardi. Cissus colombiensis ingår i släktet Cissus och familjen vinväxter. Inga underarter finns listade i Catalogue of Life.